# Оксид-хлорид плутония(III)
Оксид-хлорид плутония(III) — неорганическое соединение,
оксосоль плутония и соляной кислоты
с формулой PuOCl,
сине-зелёные кристаллы,
не растворяется в воде.

## Получение
- Пропускание смеси водорода и хлороводорода через нагретый оксид плутония(IV):

{\displaystyle {\mathsf {2PuO_{2}+2HCl+H_{2}\ {\xrightarrow {650^{o}C}}\ 2PuOCl+2H_{2}O}}}

## Физические свойства
Оксид-хлорид плутония(III) образует сине-зелёные кристаллы
тетрагональной сингонии,

параметры ячейки a = 0,4004 нм, c = 0,6779 нм, Z = 2,
структура типа PbClF.
Не растворяется в воде.

## Химические свойства
- Реагирует с разбавленными кислотами:

{\displaystyle {\mathsf {PuOCl+2HCl\ {\xrightarrow {}}\ PuCl_{3}+H_{2}O}}}